# Wendlandia andamanica
Wendlandia andamanica är en måreväxtart som beskrevs av John Macqueen Cowan. Wendlandia andamanica ingår i släktet Wendlandia och familjen måreväxter. IUCN kategoriserar arten globalt som akut hotad.
Artens utbredningsområde är Andamanerna. Inga underarter finns listade i Catalogue of Life.